# نوسانات مکرر نواحی تالامیک - قشری
نوسان مکرر قشر مغزی محدوده تالاموس پدیده مشاهده شده ای از فعالیت عصبی نوسانی بین بخش تالاموس و مناطق مختلف قشر مغز است. توسط Rodolfo Llinas و دیگران به عنوان نظریه ای برای ادغام اطلاعات حسی و در کل روند ادراک در مغز ارائه شده است .   تصور میشود که این مکانیزم به منظور همگام سازی بین مناطق مختلف قشری مغز باشد، فرایندی که به عنوان اتصال زمانی شناخته می شود.  این مکانیزم از طریق وجود شبکه های تالاموکورتیکال و گروه شدن سلول های بخش تالاموس و قشر مغز که خواص نوسانی از خود نشان می دهند، امکان پذیر میشود.
نوسان تالاموکورتیکال شامل شلیک همزمان نورونهای بخش تالاموس و قشر مغز در فرکانسهای خاص است. در سیستم تالاموکورتیکال ،حدود دقیق فرکانس ها به وضعیت فعلی مغز و فعالیت ذهنی بستگی دارد. فرکانس های سریع در محدوده گاما با بسیاری از تفکرات آگاهانه و شناخت  فعالانه مرتبط است. تالاموس در این سیستم به عنوان یک دروازه فیلتر کننده از ورودی های حسی به قشر مغز (برای انجام پردازشات) و هم به عنوان محلی برای بازخورد از سلولهای هرمی قشر عمل می کند ، علاوه بر عملکرد آن در هدایت جریان اطلاعات ، نقش پردازشی را نیز در ادراک حسی دارد. وضعیت مغز ، خواه هوشیار باشد ، در مرحله REM خواب، یا در مرحله حرکت غیر سریع چشم ، نحوه عبور اطلاعات حسی از طریق تالاموس را تغییر می دهد.

## ساختار شبکه تالاموکورتیکال
شبکه های تالاموکورتیکال از سلول های عصبی ای که در هر دو بخش تالاموس و قشر مغز قرار دارند تشکیل شده اند. نورون های تالاموس به طور معمول یکی از سه نوع است : 
1-  تالاموکورتیکال  که آکسون های طویل آن تا داخل مغز کشیده شده اند
2- عصب های مشبک 
3-   نورون های داخلی بخش تالاموس . 
سلولهای عصبی تالاموکورتیکال (TC) از نظر اندازه به طور قابل توجهی متفاوت هستند که با عمقی که در قشر قرار دارند همبستگی دارد. این سلول ها از نظر خروجی محدود هستند و به نظر می رسد فقط به لایه های قشر مغز و سلول های عصبی تالاموس مشبک متصل می شوند. ازطرف دیگر سلولهای عصبی شبکه ای (RE) بسیار به هم پیوسته هستند و خواص نوسانی ذاتی خود را دارند. این سلول های عصبی از طریق ارتباط مستقیم خود با TC قادر به مهار فعالیت های بخش تالاموکورتیکال هستند. نورونهای کورتیکوتالاموس نورون های قشر مغزی هستند که سلولهای عصبی TC به آن ها از طریق سیناپس اه وصل می شوند. این سلول ها، سلول های تحریکی گلوتامینرژیک هستند که با تخلیه اختلاف پتانسیل( دپولاریزه ) شدن بیشتر فعالیت خود را نشان می دهند. این فعالیت به عنوان "ترکیدن (اسپایک زدن بی وقفه برای دوره ای محدود) " توصیف می شود ، که در دامنه گاما با فذکانس های بین 20 تا 50 هرتز شلیک می شود

## نوسانات مربوط به بخش تالاموس

سیگنال EEG فیلتر شده است تا فقط فعالیت مغز موج گاما مشاهده شود.

چرخه تالاموکورتیکال با سلولهای نوسانی بخش تالاموس (تالامیک) شروع می شود. این سلول ها هم ورودی حسی از بدن و هم بازخورد از مسیرهای انتقالی درون مغز را دریافت می کنند. به تعبیری ، این سلول ها با تغییر در خصوصیات نوسانی ذاتی خود در پاسخ به دپولاریزاسیون توسط این ورودی های مختلف ، در تلاش ادغام این ورودی های چندگانه(ورودی های از جنس های مختلف) هستند. نورونهای TC هنگام دپلاریزه شدن به بیش از 45 میلی ولت ، نوسانات محدوده گاما  تشکیل میدهند می دهند  و فرکانس نوسان به درجه دپلاریزاسیون مربوط می شود.  این نوسان در اثر فعال شدن کانالهای کلسیم دارای نشت P / Q موجود در دندریتهای سلول ها ایجاد می شود.  به دلیل خاصیت نشتی کانال ها ، نوسان ذاتی و خود به خودی نیز می تواند مستقل از هر ورودی ریتمیک ای نیز رخ دهد ،  اگرچه تبعات این قابلیت کاملاً مشخص نیستند و ممکن است چیزی جز نویز پس زمینه به چرخه تالاموکورتیکال اضافه نکنند.
قشر مغزی از طریق پیوند به دندریت های این سلولهای تالاموکورتیکال ، بازخوردی را به تالاموس ارائه می دهد و به عنوان منبع نوسان تالامیک ثابت عمل می کند. رفتار نوسانی به وضعیت هوشیاری / ناخودآگاه بودن مغز بستگی دارد. در حین تفکر فعال و خودآگاهانه ، الکتروانسفالوگرافی رد شدیدی از نوسانات دامنه گاما را که از حدود 20 تا 50هرتز هشتند را نشان می دهد  

## مدارهای تالاموکورتیکال
سلولهای تالامی از طریق سیناپس ها به دندریتهای آپیکالی ای که مربوط به سلولهای هرمی در قشر مغزی متصل می شوند. این سلول های هرمی متقابلاً ار طریق سیناپس ها به نورون های بخش تالاموس متصل میشوند. هر حلقه به صورت خودگردان(مستقل از تغییرات بیرونی) است و توسط ورودی حسی تنظیم می شود. اینترنورونهای مهاری (نورون های درونی تر لایه های قشر مغزی که ز نوع نورون های مهاری هستند)  در هر دو بخش قشر مغزی و هسته های مشبک بخش تالاموس فعالیت چرخه را تعدیل میکنند

### ورودی ها به سیستم تالاموکورتیکال

نمودار مدار تالاموکورتیکال که هر دو سیستم تالاموکورتیکال خاص / حسی و غیر اختصاصی را نشان می دهد.

تالاموس اطلاعات را به حلقه های تالاموکورتیکال بر اساس منبع سیگنال آنها منتقل می کند. دو منبع عمده برای ورودی TC وجود دارد: ادراک حسی و اطلاعات در مورد وضعیت روانی فعلی.
ساختار قشری مغز از رویدادهای خارجی و یا داده های حسی به ورودی های "خاصی" اشاره میشوند و وارد تالاموس ventrobasal  در  هسته "خاصی" تالاموس میشوند.  این نورون ها به لایه IV قشر تصویر می شوند. به طور مشابه، ورودی های غیر خاص از وضعیت داخلی مغز زمینه ای فراهم کرده و وارد هسته های "غیر خاص" intralaminar در تالاموس دوجانبه "centrolateral" با آکسون هایی در لایه های یکم و ششم میشوند.  هر دو نوع نورون TC بر روی سلولهای قشر هرمی که تصور می شود سیگنالها را ادغام می کنند ، توسط سینپس هایی متصل می شوند. به این ترتیب ، اطلاعات حسی خارجی وارد مفهوم کلی شناخت میشوند

### ستون های طنین انداز
مطالعات مربوط به دستکاری برش های قشر بینایی نشان داده است که طنین نوسانات تالاموکورتیکال از TC های تحریک شده باعث ایجاد مناطق منسجم با فعالیت الکتریکی مشابه از طریق لایه های عمودی قشر مغزی می شود.  در اصل این به معنای این است که گروه شدن سلول های فعال شده ناحیه قشر مغز ناشی از فعال شدن سلول های بخش تالاموس است این نواحی ستون بندی شده هستند و توسط قشر مهاری مابین آن ها و نواحی طنین انداز ستون بندی شده اطرافشان جدا شده اند. معلوم نیست که عملکرد دقیق از این ستون ها چیست، گرچه شکل گیری آنها اتها زمانی رخ می دهد که قشر مغزی ماده سفید آوران در محدوده فرکانس گاما تحریک شوند، که دلالت بر ارتباط با تفکر متمرکز شده دارد. مناطق قشر غیرفعال که بین ستون های قشری مغز تشکیل می شود مشخص شده است که به طور فعال مهار می شوند. مدیریت مسدود کننده GABA A رشد ستون را متوقف می کند.

### اتصال موقتی
تصور می شود که طنین تالاموکورتیکال توضیحی بالقوه برای انسجام ادراک در مغز است. تصادف زمانی می تواند از طریق این مکانیزم با تلفیق هسته های تالاموسی خاص و غیر خاص در سلول های قشری هرمی رخ دهد ، زیرا هر دو به دندریت های آپیکالی آن از طزیق سیناپس ها متصل میشوند.  بازخورد از سلول های قشری مغز به هسته تالاموس سپس سیگنال های یکپارچه را بازپخش می کند. از آنجایی که چرخه های تالاموکورتیکال متعددی در سراسر قشر مغزی وجود دارد، این فرایند در طی ادراک آگاهانه به طور همزمان در بسیاری از مناطق مختلف مغز در حال انجام است. این توانایی است که پشتیبانی از وقایع همزمانی در مقیاس های بزرگ بین مناطق دور تر مغز را بر عهده دارد که می تواند ادراک منسجمی را فراهم کند. در مجموع ، نورون های شکمی خاص در تالاموس به منظور ایجاد ورودی حسی به یک چرخه بازخورد خود-پایدار(مستقل از محرک بیرونی) عمل می کنند که توسط TC های غیر خاص و دو طرفه منتقل می شود و اطلاعات مربوط به وضعیت شناختی فعلی مغز را بازپخش میکند.

## ارتباط با فعالیت مغز

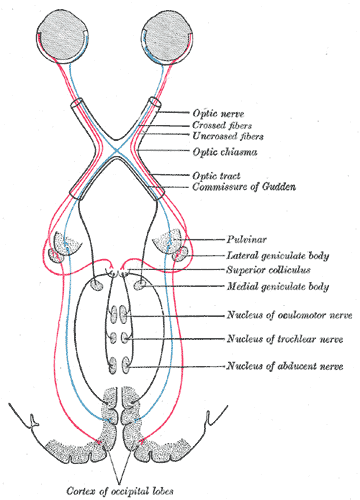
مسیر بصری انسان. هسته ژنتیک جانبی ، منطقه ای از تالاموس ، نوسانات تالاموکورتال را با قشر بینایی از خود نشان می دهد.

تصور بر این است که نوسان تالاموکورتیکال مسئول هماهنگی فعالیت عصبی بین مناطق مختلف قشر است و با ظهور حالات روانی خاص بسته به دامنه فرکانس برجسته ترین فعالیت نوسانی ، گاما بیشترین ارتباط با تمرکز انتخابی آگاهانه و وظایف،  یادگیری ( ادراکی و انجمنی )،  و حافظه کوتاه مدت .  از مگنتوآنسفالوگرافی (MEG) استفاده شده است تا نشان دهد در طی درک آگاهانه ، فعالیت الکتریکی فرکانس باند گاما و تشدید تالاموکورتیکال به طور برجسته در مغز انسان رخ می دهد.  عدم وجود این الگوهای باند گاما با حالت های ناخودآگاه ارتباط دارد و به جای آن وجود نوسانات با فرکانس پایین تر است.

### بینایی
هسته ژنتیک جانبی ، که به عنوان مرکز اصلی بازپخش از سلولهای عصبی حسی چشم تا قشر بینایی شناخته می شود ، در تالاموس یافت می شود و دارای خواص نوسانی تالاموکورتیکال است ،  یک حلقه بازخورد بین تالاموس و قشر بینایی تشکیل می دهد. ورودی حسی برای تعدیل الگوهای نوسانی فعالیت تالاموکورتیکال در هنگام بیداری دیده می شود. در مورد بینایی ، تحریک حاصل از منابع نوری می تواند باعث تغییر مستقیم دامنه نوسانات تالاموکورتیکال شود که توسط EEG اندازه گیری می شود . 

### خواب
نوسان تالاموکورتیکال موج گاما در هنگام خواب در مرحله REM برجسته است ، شبیه به مغز فعال و بیدار.  برخلاف حالت هوشیار ، به نظر می رسد که ورودی حسی ممکن است مسدود شده باشد و یا از ورود به فعالیت ذاتی مغز در طی REM جلوگیری کند. معیار های فرستادن توده ای سیگنال ها الکتریکی در مغز توسط MEG هیچ اثری بر محرک های شنوایی بر روی الگوهای موج گاما نشان نمی‌دهد. اندازه گیری در افراد آگاه به دلیل ورودی شنوایی ، یک تنظیمات کاملاً جدا را نشان می دهد. به این ترتیب ، سیستم تالاموکورتیکال در حین REM در نقش دروازه فیلتر کننده ای برای مغز از محرک های خارجی عمل می کند.
خواب بدون سرعت حرکت چشم (NREM) با REM تفاوت دارد زیرا فعالیت گاما دیگر برجسته نیست و هنگام نوسانات با فرکانس پایین کنار می رود. در حالی که فعالیت الکتریکی در فرکانس های گاما گاهی اوقات در NREM قابل تشخیص است ، اما این امر نادر است و به طور انفجاری بروز می کند.  هدف دقیق از ظهور آن در NREM مشخص نشده است. در خواب NREM ، فعالیت نوسانی تالاموکورتیکال هنوز وجود دارد ، اما فرکانسهای کلی در محدوده های آهسته (<1 هرتز) ، به دلتا (1-4 هرتز) ، و تتا (4–7 هرتز) تغییر میکند 
نوسان تتا به علاوه این مورد در ناحیه هیوپمپوس هم در هنگام NREM مشاهده شده است. 

### نوسانات محدوده آلفا و مکانیزم توجه
نوسانات دامنه گاما تنها بازه های فرکانسی مرتبط با تفکر و فعالیت آگاهانه نیستند. نوسانات فرکانس آلفای تالاموکورتیکال در قشر پس سری - آهیانه انسان مشاهده شده است. این فعالیت می تواند توسط سلول های عصبی هرمی در لایه IV ایجاد شود.  به نظر می رسد که ریتم های آلفا به کانون توجه فرد مربوط می شود: تمرکز خارجی بر کارهای بصری فعالیت آلفا را کاهش می دهد در حالی که تمرکز داخلی همانطور که در کارهای حافظه فعال سنگین نشان دهنده افزایش اندازه محدوده فرکانسی آلفا است. 
این برخلاف فرکانس های نوسانی موج گاما است که در کارهای تمرکز انتخابی ظاهر می شوند.

## تداخل در ریتم تالاموکورتیکال
دیس ریتمی تالاموکورتیکال (TCD) یک توضیح پیشنهادی برای برخی از اختلالات شناختی است. در هنگام اختلال در فعالیت الکتریکی باند گاما طبیعی بین قشر و سلولهای عصبی تالاموس در هنگام بیداری و هوشیاری رخ می دهد.  این اختلال با بیماری ها و شرایطی مانند درد نوروپاتیک ، وزوز گوش و بیماری پارکینسون همراه است  و با تشدید غیر معمول محدوده فرکانسی پایین در سیستم تالاموکورتیکال مشخص می شود. TCD با اختلال در بسیاری از عملکردهای مغز از جمله شناخت ، ادراک حسی و کنترل حرکتی همراه است و هنگامی رخ می دهد که سلولهای عصبی تالاموکورتیکال به طور نامناسب بیش از حد قطبی (هنگامی که بعد از repolarization کانال های پتاسیمی با تاخیر بسته میشوند) شوند ، اجازه می دهد کانالهای کلسیم نوع T فعال شده و خصوصیات نوسانی سلولهای عصبی تالاموکورتیکال تغییر کند.  فعال شدن مکرر نورونی در فرکانس های پایین تر در 4 تا 10 هرتز رخ میدهد. این انفجارها می توانند با کمک مهاری هسته های مشبک تالامیک پایدار بمانند و ممکن است باعث فعال شدن مناطق قشر مغزی شوند که به طور معمول توسط فعالیت باند گاما در هنگام تشکیل ستون های طنین انداز مهار می شوند. در حالی که اثر انحراف از الگوهای طبیعی فعالیت نوسانی گاما در هنگام ادراک هوشیارانه کاملاً حل نشده است ، پیشنهاد شده است که در مواردی که آسیب عصبی محیطی خاصی وجود ندارد ، می توان از این پدیده برای توضیح درد مزمن استفاده کرد.